# Jana Beňová
Jana Beňová (pseudonym Jana Parkrová; * 24. listopadu 1974 Bratislava) je slovenská spisovatelka. V roce 2012 se stala jednou z laureátek Ceny Evropské unie za literaturu.

## Život a dílo
Vystudovala Vysokou školu múzických umění v Bratislavě.

### České překlady ze slovenštiny
- Café Hyena: plán vyprovázení[4] (orig. 'Café Hyena: plan odprevádzania', 2008). 1. vyd. Praha; Litomyšl: Paseka, 2010. 87 S. Překlad: Miroslav Zelinský